# 里卡多·宗塔
里卡多·路易斯·宗塔（Ricardo Luiz Zonta， 1976年3月23日—）是一位巴西赛车手。
1999年，里卡多·宗塔参加F1，为新成立的英美车队效力，发生了两起严重撞车事故，最终没有获得积分。2000年他继续为英美车队效力，共获得3个积分，排在当年度积分榜第14位。
2001年成为乔丹车队的第三车手。在2001年加拿大大奖赛替换受伤的正式车手亨茨·赫拉德·弗伦岑参赛。德国站，弗伦岑被解雇，宗塔又代替他参加了一场比赛。这两场比赛都没有获得积分。
2003~2006年他成为丰田车队的一名试车手。2004年由于克里斯蒂亚诺·达·马塔被车队解雇，他参加了从匈牙利站到中国站的4场比赛。日本站时车队雇用了雅诺·特鲁利，宗塔因此没能参加这场比赛。但车队允许他参加2004年度的最后一场比赛，在宗塔的祖国举行的巴西站。2005年美国大奖赛上，他又一次亮相，接替受伤的拉尔夫·舒马赫，但该场比赛发生了罢赛事件，7支使用米其林轮胎的车队由于“安全原因”拒绝参加正式比赛，宗塔所在的丰田车队也参与其中，因此他并未参加正式比赛。